# Zagazig

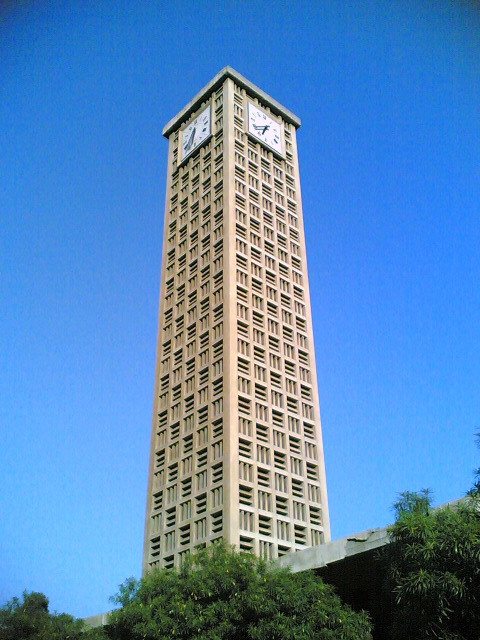
Gouvernorat de Sharkia - Zagazig - heure de la gare

La ville de Zagazig, encore orthographiée Zaqaziq ou Zakazik (arabe : الزقازيق az-Zaqāzīq , prononcé en arabe égyptien : [ez.zæʔæˈziːʔ], rural : [ez.zæɡæˈziːɡ]), a été construite, en 1830, un peu au nord du site archéologique de Bubastis, ancienne cité pharaonique.
Bubastis a été la capitale de l'Égypte sous la XXIIe dynastie des rois libyens, appelée dynastie bubastite ; elle fut aussi la capitale du XVIIIe nome du delta. Cette ancienne ville était située aux confluents des branches pélusiaque et tanitique du Nil ; son nom, Per Bast en égyptien (Bubastis, bybastis, en grec), signifiait « la maison de Bastis », c'est-à-dire de la déesse chat Bastet.

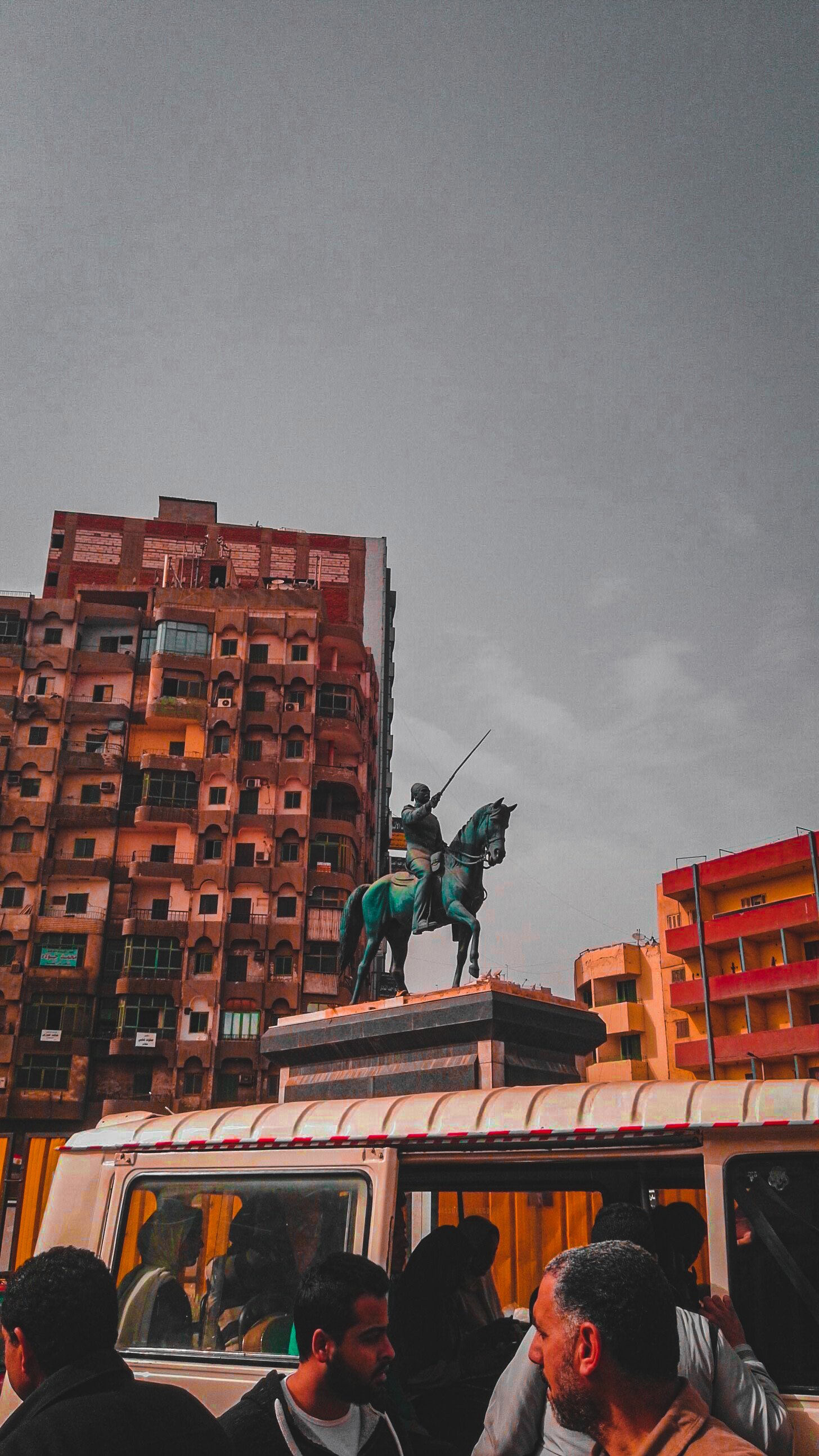
Statue d'Ahmed Orabi devant la gare de Zagazig - le plus célèbre né du gouvernorat de Sharkia

## Histoire

La déesse Bastet

Bubastis existait depuis la IIe dynastie, mais l'histoire connue de Bubastis s'étend entre les IVe et XXXe dynasties. Ce fut à l'époque de Ramsès II que Bubastis connut ses plus grandes heures de gloire. Sous la XXIIe dynastie, Bubastis prit une grande importance et disputa à Tanis et à Saïs la prépondérance dans le delta. C'est de Bubastis qu'était originaire la famille des Osorkon qui fonda cette XXIIe dynastie appelée Bubastite.

## Personnalités liées à la ville
- Mohamed Morsi (1951-2019), président de la République de 2012 à 2013, a habité et travaillé à Zagazig.
- Salama Moussa (1887-1958), écrivain, journaliste et réformateur égyptien copte, né à Zagazig.
- Nabawiyya Musa (1886-1951), féministe égyptienne, née à Zagazig.